# Horst Fassel
Horst Fassel, Pseudonym Helge Hof (* 15. August 1942 in Timișoara, Königreich Rumänien; † 3. Dezember 2017 in Wuppertal), war ein deutscher Philologe, Literaturhistoriker, Literaturkritiker und Übersetzer.

## Leben und Werk
Fassels Vater Stefan war Akademiker und fiel im Zweiten Weltkrieg am 30. April 1944 auf der Krim. Mit seiner Ehefrau Irene hatte Stefan Fassel zwei Kinder, Heike (* 25. Januar 1944) und Horst Fassel. 1948 ehelichte Irene den Schauspieler und Opernsänger Hans Mokka, zu dem Horst Fassel nach dem Tod seiner Mutter 1973 eine lose Beziehung unterhielt.
Horst Fassel studierte von 1960 bis 1965 Germanistik und Rumänistik an der Fakultät für Philologie der Babeș-Bolyai-Universität Cluj. Von 1965 bis 1981 arbeitete Horst Fassel als Hochschullehrer an der Universität Alexandru Ioan Cuza Iași. 1978 promovierte er zum Doktor der Philologie.
1981 stellte er einen Ausreiseantrag und erhielt 1983 die Erlaubnis in die Bundesrepublik Deutschland überzusiedeln. Hier war er zunächst als Korrektor beim Rombach Verlag Freiburg tätig. Fassel war von 1985 bis 1987 Chefredakteur bei der deutschsprachigen Zeitung Banater Post. Ab 1987 war Fassel wissenschaftlicher Mitarbeiter des Instituts für donauschwäbische Geschichte und Landeskunde an der Universität Tübingen, seit 1989 auch als ehrenamtlicher Geschäftsführer bis 2007 tätig. Er war von 2004 bis 2006 Vorsitzender der Gesellschaft für die Erforschung der Geschichte des deutschsprachigen Theaters im Ausland Thalia Germanica. Als Vorsitzender der Adam-Müller-Guttenbrunn-Gesellschaft war Fassel, der Rumänisch, Ungarisch, Französisch, Englisch und Italienisch sprach, von 1984 bis 1987 Herausgeber der Zeitschrift Banatica und deren Chefredakteur seit 1987.
2010 verdächtigte Herta Müller Horst Fassel unter anderem als Kontaktmann des rumänischen Geheimdienstes Securitate mit dem Codenamen Filip fungiert zu haben und forderte externen Sachverstand bei der Aufklärung. Weitere Vorwürfe über Verstrickungen Fassels mit der Securitate kamen vom Leiter des Literaturhaus Berlin Ernest Wichner und dem Schriftsteller Richard Wagner. Horst Fassel wies die Vorwürfe entschieden zurück.
Horst Fassel veröffentlichte in zahlreichen Publikationen wie Die Wahrheit, Neue Literatur, Anuarul de istorie literară, lingvistică şi folclor, Cronica, Convorbiri literare, Jassyer Beiträge zur Germanistik, Analele Universităţii „Al. I. Cuza" din Iaşi“, Karpatenrundschau, Volk und Kultur, Neuer Weg, Neue Banater Zeitung, Temeswarer Beiträge zur Germanistik, Hermannstädter Zeitung, Orizont, Steaua „Ramuri“, România literară, Synthesia, Cahiers roumains d'études littéraires, Studii sud-est europene, Analele Universităţii din Timişoara, Revista istorică, Neue Zeitung (Ungarn), Budapester Germanistische Beiträge, Jahrbuch der ungarischen Germanistik, Literatur und Kritik, Podium, Tiroler Zeitung, Exil (Deutschland), Neue Deutsche Biographie, Südostdeutsches Archiv (Deutschland), Lessing international, Germanistik, Deutsche Ostkunde, Kulturpolitische Korrespondenz, Literatur-Spiegel, Der Donauschwabe, Banater Post, Theaterjahrbuch Universität Lodz (Polen), Anuarul Institutului de teatru (Prag), Anuarul Universităţii din Olomouc (Serbien) oder Estudios Filológicos Alemanes (Sevilla).
Horst Fassel war mit Luminița Fassel verheiratet und starb 2017 an den Folgen einer Krebserkrankung.

## Einzeltitel (Auswahl)
- Geschichte der deutschen Literatur von den Anfängen bis 1770. Tipografia Universității, Iași 1978.
- Die deutsche Reisebeschreibung und ihre Form in der zweiten Hälfte des 19. Jahrhunderts. Tipografia Universităţii, Iași 1983.
- Deutschunterricht in Jassy 1830–1992. Wissenschaftler und Lehrer als Vermittler im West-Ost-Dialog. Tübingen 1993.
- Deutsches Staatstheater Temeswar 1953–1993. Entwicklungsmöglichkeiten einer Kultureinrichtung der deutschen Minderheit in Rumänien. Adam Müller-Guttenbrunn Gesellschaft, Freiburg 1993.
- Ein deutsches Theater im vielsprachigen Umfeld: das Beispiel Orawitza. Adam Müller-Guttenbrunn Gesellschaft, Freiburg 1996.
- 250 Jahre deutsches Staatstheater in Temeswar. 50 Jahre Deutsches Staatstheater. Sonderheft 1/2, Banatica, München 2003.
- Pannonien vermessen. Ungarnbilder in der deutschen Literatur von Ekkehard IV bis Siegfried Lenz. Stuttgart 2004.

## Übertragung (Auswahl)
- Sextil Pușcariu: Untersuchungen und Aufsätze / rumänisch Cercetări şi studii. Editura Minerva, Bukarest 1974.
- Anghel Dumbrăveanu: Das Geheimnis der Orchidee / Enigma orhideei. Mit Irene Mokka. Editura Facla, Timişoara 1976.
- Corneliu Sturzu: An der Wegscheide das Gras. Gedichte. Cluj-Napoca 1979.
- Iacob Negruzzi: Jurnal. Editura Dacia, Cluj-Napoca 1980.
- Kurt Kusenberg: Unde este Unchiul Bertram? Mit Anghel Dumbrăveanu. Editura Univers, Bukarest 1980.
- Mihai Ursachi: Die Palme Talipot. Gedichte. Bukarest 1982.
- Irene Mokka: Un cântec nesfârşit / Ein endloses Lied. Mit Anghel Dumbrăveanu. Cartea Românească, Bukarest 1983.
- Ioan Flora: Die Donau – leicht ansteigend. Gedichte. Pop Verlag, Ludwigsburg 2004.
- Grigore Cugler: Apunake, eine andere Welt / Apunake, o altă lume, Pop Verlag, Ludwigsburg 2005.
- Traian Pop Traian: Bleierne Flügel. Gedichte und Bilder. Mit Liviu Tulbure. Mit Gerhardt Csejka, Horst Fassel, Edith Konradt und Johann Lippet. Pop Verlag, Ludwigsburg 2017, ISBN 978-3-86356-168-0.
- Traian Pop Traian: Absolute Macht. Roman(z)e(n) aus einem vertraulichen Tagebuch. Roman(ţ)e dintr-un jurnal discret. Gedichte. Zweisprachige Ausgabe Rumänisch / Deutsch. Mit Gerhardt Csejka, Edith Konradt, Johann Lippet, Horst Samson, Georg Scherg und Dieter Schlesak. Pop Verlag, Ludwigsburg 2018, ISBN 978-3-86356-204-5.

## Auszeichnungen
- 1979: Übersetzerpreis der rumänischen Schriftstellervereinigung[2]
- 1991: Kulturpreis der Donauschwaben[2]
- 2000/01: Honorarprofessur der Babes-Bolyai-Universität Cluj[6]
- 2004: Premiul de Excelenţă der Zeitschrift Convorbiri literare[2]
- 2006: Ehrendoktortitel der Universität des Westens Timișoara[6]